# أسكينيت (سيريوم)
الأسكينايت - سيريوم (Ce,Ca,Fe,Th)(Ti,Nb)2(O,OH)6 (بالإنجليزية: Aeschynite-Ce or Aschynite, Eschinite, Eschynite )‏ عبارة عن معدن من السيريوم، الكالسيوم، الحديد، الثوريوم، التيتانيوم، النيوبيوم، الأكسجين، والهيدروجين . جاء اسمه من الكلمة اليونانية (العار أو الخجل). كتابة السيريوم (Ce) في المصطلح يعني أنه يحتوي على سيريوم بنسبة أكبر من الأسكينايت العادي. تصنيفه على مقياس موس يتراوح من 5-6.

## وصلات خارجية
- Mindat.org
- Webmineral.org